# Savrola
Savrola. A Tale of the Revolution in Laurania ist der Titel eines Abenteuerromans von Winston Churchill aus dem Jahr 1900. Der Roman ist die einzige belletristische Schrift im schriftstellerischen Werk des späteren britischen Premierministers und Literaturnobelpreisträgers, das ansonsten vor allem historische und biografische Arbeiten umfasst. Der Roman wurde zuerst 1899/1900 als Serial in Macmillan's Magazine veröffentlicht, bevor er 1900 in gesammelter Form als Buch auf den Markt kam.

## Handlung
Churchills Roman spielt in dem fiktiven Staat Laurania, einer Republik, die unverkennbar der englischen Heimat des Autors nachempfunden ist. Infolge eines Coup d’etats reißt zu Beginn der Handlung der Usurpator Antonio Molara (Anagramm von amoral = amoralisch, unmoralisch) die Macht im Staat an sich und errichtet eine autokratische Diktatur, der er als „Präsident“ vorsteht. Als Molaras Gegenspieler tritt bald der junge Volkstribun Savrola (Anagramm von a salvor = ein Retter) auf den Plan. Der vielseitig begabte Savrola, ebenso beredt wie tatkräftig, so tapfer wie intellektuell potent, schwingt sich schließlich zum Führer der Widerstandsbewegung auf, die danach strebt, die Herrschaft des Potentaten zu brechen. Nach einer Reihe von Verwicklungen scharen sich die Volksmassen um Savrola und zetteln einen Aufstand an. Um seinen Widersacher zu beseitigen und die Erhebung im Keim zu ersticken, setzt Molara seine schöne Gattin, Lucille, auf den Rebellenführer an. Lucille gibt ihren Auftrag – Savrolas Ansehen und Einfluss im Volk zu untergraben – schließlich auf und schlägt sich auf seine Seite. Beide verlieben sich ineinander und arbeiten zusammen gegen Molara. Dieser kommt zuletzt im Finale der revolutionären Kämpfe – als diese bis in seinen Palast hineinbranden – ums Leben. Die beiden Liebenden werden indessen glücklich miteinander vereint. Die Republik kehrt in eine Zeit des Friedens und Wohlstandes zurück.

## Rezeption
Die zeitgenössischen Rezensionen des Werkes fielen mehrheitlich wohlwollend aus. Mehrere Kritiker zogen aufgrund des Buches Parallelen zwischen dem Jungpolitiker Churchill – der sich damals um einen Parlamentssitz bemühte – und Benjamin Disraeli, dem großen britischen Premierminister des 19. Jahrhunderts, der seine politische Laufbahn ebenfalls mit einem literarischen Erfolg begonnen hatte.
Churchill selbst war das Werk später eher peinlich, so dass er es lieber vergessen wissen wollte, und seinen Freunden wiederholt empfahl, auf die Lektüre zu verzichten.
Für den jungen Churchill stellte das Buch vor allem finanziell eine positive Überraschung dar. Es brachte ihm die – für die Zeit – enorme Summe von siebenhundert Pfund ein.
Historiker und Biografen haben häufig versucht, die Meinungen, Anschauungen und Werte, die Churchills Titelheld Savrola vertritt oder verkörpert, autobiografisch zu „dechiffrieren“, um so Rückschlüsse auf die Gedankenwelt des jungen Churchills zu erhalten. Mitunter ging man sogar so weit, aus dem Werk die Grundlagen für Churchills Weltanschauung herauszulesen, denen er ein Leben lang in seinem Denken und Handeln treu geblieben sei. So etwa Dietrich Aigner.
Der Franzose André Collot fertigte einige Holzschnitte an, die Szenen der Handlung zeigen und die in der limitierten französischen Edition des Buchs erschienen.
Eine Dramatisierung der Geschichte wurde 1964 im Rahmen des Saturday Night Theatre vom BBC-Radio ausgestrahlt, während sie in den USA 1956 in einer kurzen Version im Fernsehen gezeigt wurde, die Churchill selbst kritisierte, weil sie nicht den Status des Originals als ein „durchgehendes, mitreißendes Melodrama“ erreiche.

## Ausgaben
Englische Ausgaben:
- Savrola. A Tale of the Revolution in Laurania, Longmans, London 1900.
- Savrola. A Tale of the Revolution in Laurania, London 1957.
- Savrola. A Tale of the Revolution in Laurania, Cooper, London 1990.
- Savrola. A Tale of the Revolution in Laurania. A Definitive New Edition, 2004. (Mit einer Einführung von Patrick Powers und einem Vorwort von James W. Muller)

Deutsche Ausgaben:
- Savrola. Die Revolution in Laurania, Hallewag, Bern 1948.